# Justus Smith
Justus Smith, né le 28 mars 1922 à Spokane (Washington) et mort le 20 novembre 2013 à York (Pennsylvanie), est un rameur d'aviron américain.

## Carrière
Justus Smith participe aux Jeux olympiques de 1948 à Londres et remporte la médaille d'or en huit, avec Ian Turner, David Turner, James Hardy, George Ahlgren, Lloyd Butler, David Brown, Ralph Purchase et John Stack.